# S.O.Z: Soldados o Zombies
S.O.Z: Soldados o Zombies conocida anteriormente como Narcos vs Zombies, es una serie de televisión posapocalíptica mexicana producida por Dynamo y Red Creek que se estrenó el 6 de agosto de 2021 en video bajo demanda en Prime Video. La producción es creada por Nico Entel y Miguel Tejada-Flores y dirigida por Rigoberto Castañeda. Un total de 8 episodios fueron confirmados para la primera temporada. Está protagonizada por Sergio Peris-Mencheta, Fátima Molina, y Horacio García Rojas.

## Reparto
- Sergio Peris-Mencheta como Alonso Marroquín
- Fátima Molina como Lilia Acal Prado
- Horacio García Rojas como Comandante Rafael Becerril
- Adria Morales como Elisa Cruz[1]
- Toby Schmitz como Agustus Snowman[1]
- Steve Wilcox como Joel Taft[1]
- James Moses Black como Coronel Murduch[1]
- Jorge Jiménez como Motosierra[1]
- Vico Ortiz como Sargento Vicky Valencia[1]
- Cuauhtli Jiménez como Sinpelotas
- Nery Arredondo como Lucas Marroquin
- Jeronimo Best como Henry Dávila
- Silverio Palacios como El Perro
- Alejandro Calva como César Contreras
- Carlos Valencia como El Romeo
- Michel Duval como Luke Thompson
- Lisa Owen como Senadora Jayne Lapsley
- Héctor Holten como Padre Humberto